# Aeroportul Municipal Marshall Memorial
Aeroportul Municipal Marshall Memorial (IATA: MHL, ICAO: KMHL, FAA LID: MHL) este un aeroport din Marshall⁠(d), Comitatul Saline, Missouri, Missouri, Statele Unite ale Americii ce deservește zona Marshall⁠(d). A fost numit după zona deservită.
Situat la o altitudine de 237 m, aeroportul dispune de 2 piste.

## Infrastructură

### Piste
Aeroportul dispune de 2 piste. Pista 09/27 are suprafața de Iarbă și dimensiunile 3.320 picioare × 150 picioare. Pista 18/36 are suprafața de beton și dimensiunile 5.006 picioare × 75 picioare. 